# Naira
Naira (NGN) – jednostka monetarna Nigerii.
1 naira = 100 kobo.
W obiegu znajdują się:
- monety o nominałach ½, 1, 5, 10, 25, 50 kobo oraz 1 naira,
- banknoty o nominałach 5, 10, 20, 50, 100, 200, 500, 1000 nair.

## Historia
Wprowadzona do obiegu w 1973 w miejsce funta nigeryjskiego w stosunku 2 nairy = 1 funt. Tym samym Nigeria została ostatnim państwem, które wycofało się z systemu szylingowego. Na sierpień 2008 planowano wprowadzenie nowej nairy po kursie 100 nair = 1 nowa naira. Plany te zawiesił prezydent Umaru Yar’Adua. Produkcja polimerowych banknotów została wstrzymana ze względu na duże koszta ich produkcji. W 2013 miała rozpocząć się wymiana banknotów o nominałach od 5 do 50 nair na monety.